# Puchar Świata juniorów w łyżwiarstwie szybkim 2018/2019
Puchar Świata Juniorów w łyżwiarstwie szybkim 2018/2019 był jedenastą edycją tej imprezy. Cykl rozpoczął się w polskim Tomaszowie Mazowieckim 24 listopada 2018 roku, a zakończył się 10 lutego 2019 roku we włoskim Baselga di Piné.
Puchar Świata rozegrano w 3 miastach, w 3 krajach, na 1 kontynencie.

## Medaliści zawodów

### Kobiety
| Lp.    | Data                 | Miejscowość         | Konkurencja              | 1. miejsce                                               | 2. miejsce                                                               | 3. miejsce                                                  |
| ------ | -------------------- | ------------------- | ------------------------ | -------------------------------------------------------- | ------------------------------------------------------------------------ | ----------------------------------------------------------- |
| 1. PŚJ | 24-25 listopada 2018 | Tomaszów Mazowiecki | 1000 m (24.11)           | Femke Kok                                                | Robin Groot                                                              | Kristina Silajewa                                           |
| 1. PŚJ | 24-25 listopada 2018 | Tomaszów Mazowiecki | 3000 m (24.11)           | Lemi Williamson                                          | Paulien Verhaar                                                          | Robin Groot                                                 |
| 1. PŚJ | 24-25 listopada 2018 | Tomaszów Mazowiecki | Sprint drużynowy (24.11) | Holandia Marrit Fledderus · Michelle de Jong · Femke Kok | Rosja Jelizawieta Agafoszina · Kristina Silajewa · Anna Waszkene         | Polska Karolina Gąsecka · Natalia Jabrzyk · Olga Kaczmarek  |
| 1. PŚJ | 24-25 listopada 2018 | Tomaszów Mazowiecki | 500 m (25.11)            | Michelle de Jong                                         | Kristina Silajewa                                                        | Moe Kumagai                                                 |
| 1. PŚJ | 24-25 listopada 2018 | Tomaszów Mazowiecki | 1500 m (25.11)           | Femke Kok                                                | Robin Groot                                                              | Paulien Verhaar                                             |
| 1. PŚJ | 24-25 listopada 2018 | Tomaszów Mazowiecki | Start masowy (25.11)     | Robin Groot                                              | Kim Dong-hee                                                             | Laura Peveri                                                |
| 2. PŚJ | 26-27 stycznia 2019  | Helsinki            | 1000 m (26.01)           | Robin Groot                                              | Maud Lugters                                                             | Victoria Stirnemann                                         |
| 2. PŚJ | 26-27 stycznia 2019  | Helsinki            | 3000 m (26.01)           | Ma Yuhan                                                 | Paulien Verhaar                                                          | Karolina Gąsecka                                            |
| 2. PŚJ | 26-27 stycznia 2019  | Helsinki            | Sprint drużynowy (26.01) | Holandia Michelle de Jong · Maud Lugters · Naomi Verkerk | Polska Karolina Gąsecka · Natalia Jabrzyk · Olga Kaczmarek               | Rosja Kristina Silajewa · Anna Waszkene · Anastasja Korkina |
| 2. PŚJ | 26-27 stycznia 2019  | Helsinki            | 500 m (27.01)            | Michelle de Jong                                         | Kristina Silajewa                                                        | Naomi Verkerk                                               |
| 2. PŚJ | 26-27 stycznia 2019  | Helsinki            | 1500 m (27.01)           | Robin Groot                                              | Victoria Stirnemann                                                      | Paulien Verhaar                                             |
| 2. PŚJ | 26-27 stycznia 2019  | Helsinki            | Start masowy (27.01)     | Robin Groot                                              | Paulien Verhaar                                                          | Ma Yuhan                                                    |
| 3. PŚJ | 9-10 lutego 2019     | Baselga di Piné     | 1000 m (09.02)           | Femke Kok                                                | Robin Groot                                                              | Michelle de Jong                                            |
| 3. PŚJ | 9-10 lutego 2019     | Baselga di Piné     | 3000 m (09.02)           | Rin Kosaka                                               | Paulien Verhaar                                                          | Anastasija Grigorjewa                                       |
| 3. PŚJ | 9-10 lutego 2019     | Baselga di Piné     | Bieg drużynowy (09.02)   | Holandia Robin Groot · Femke Kok · Paulien Verhaar       | Rosja Jelizawieta Agafoszina · Anastasija Grigorjewa · Kristina Silajewa | Polska Karolina Gąsecka · Natalia Jabrzyk · Olga Kaczmarek  |
| 3. PŚJ | 9-10 lutego 2019     | Baselga di Piné     | 500 m (10.02)            | Femke Beuling                                            | Michelle de Jong                                                         | Moe Kumagai                                                 |
| 3. PŚJ | 9-10 lutego 2019     | Baselga di Piné     | 1500 m (10.02)           | Rin Kosaka                                               | Paulien Verhaar                                                          | Kim Dong-hee                                                |
| 3. PŚJ | 9-10 lutego 2019     | Baselga di Piné     | Start masowy (10.02)     | Laura Peveri                                             | Rin Kosaka                                                               | Ma Yuhan                                                    |

#### Klasyfikacje
| Lp. | Zawodniczka            | Punkty |
| --- | ---------------------- | ------ |
| 1.  | Michelle de Jong       | 320    |
| 2.  | Kristina Silajewa      | 250    |
| 3.  | Moe Kumagai            | 175    |
| 4.  | Femke Beuling          | 150    |
| 5.  | Anastasja Korkina      | 135    |
| 6.  | Julie Nistad Samsonsen | 122    |
| 7.  | Anna Waszkene          | 86     |
| 8.  | Towako Nagasaki        | 80     |
| 9.  | Hai Tiange             | 76     |
| 10. | Naomi Verkerk          | 70     |

| Lp. | Zawodniczka         | Punkty |
| --- | ------------------- | ------ |
| 1.  | Robin Groot         | 300    |
| 2.  | Femke Kok           | 250    |
| 3.  | Michelle de Jong    | 215    |
| 4.  | Kristina Silajewa   | 188    |
| 5.  | Victoria Stirnemann | 165    |
| 6.  | Moe Kumagai         | 114    |
| 7.  | Jiang Xia           | 112    |
| 8.  | Anna Waszkene       | 92     |
| 9.  | Towako Nagasaki     | 84     |
| 10. | Maud Lugters        | 80     |

| Lp. | Zawodniczka           | Punkty |
| --- | --------------------- | ------ |
| 1.  | Paulien Verhaar       | 260    |
| 2.  | Rin Kosaka            | 210    |
| 3.  | Victoria Stirnemann   | 194    |
| 4.  | Robin Groot           | 180    |
| 5.  | Anastasija Grigorjewa | 127    |
| 6.  | Kim Dong-hee          | 117    |
| 7.  | Jekatierina Koszelewa | 104    |
| 8.  | Femke Kok             | 100    |
| 9.  | Ma Yuhan              | 98     |
| 10. | Jiang Xia             | 82     |

| Lp. | Zawodniczka           | Punkty |
| --- | --------------------- | ------ |
| 1.  | Paulien Verhaar       | 280    |
| 2.  | Rin Kosaka            | 210    |
| 3.  | Karolina Gąsecka      | 195    |
| 4.  | Anastasija Grigorjewa | 187    |
| 5.  | Ma Yuhan              | 167    |
| 6.  | Laura Peveri          | 144    |
| 7.  | Jekatierina Koszelewa | 130    |
| 8.  | Lemi Williamson       | 100    |
| 9.  | Karuna Koyama         | 90     |
| 10. | Anna Molnar           | 89     |

| Lp. | Państwo           | Punkty |
| --- | ----------------- | ------ |
| 1.  | Holandia          | 350    |
| 2.  | Rosja             | 270    |
| 3.  | Polska            | 255    |
| 4.  | Chiny             | 175    |
| 5.  | Korea Południowa  | 150    |
| 6.  | Austria           | 136    |
| 7.  | Norwegia          | 84     |
| 8.  | Kanada            | 67     |
| 9.  | Niemcy            | 60     |
| 10. | Stany Zjednoczone | 54     |

| Lp. | Zawodniczka            | Punkty |
| --- | ---------------------- | ------ |
| 1.  | Laura Peveri           | 252    |
| 2.  | Robin Groot            | 200    |
| 3.  | Ma Yuhan               | 175    |
| 4.  | Kim Dong-hee           | 170    |
| 5.  | Jelizawieta Agafoszina | 148    |
| 6.  | Rin Kosaka             | 138    |
| 7.  | Federica Maffei        | 126    |
| 8.  | Jasmin Güntert         | 117    |
| 9.  | Paulien Verhaar        | 104    |
| 10. | Ainoa Carreño          | 77     |

### Mężczyźni
| Lp.    | Data                 | Miejscowość         | Konkurencja              | 1. miejsce                                                     | 2. miejsce                                                   | 3. miejsce                                                             |
| ------ | -------------------- | ------------------- | ------------------------ | -------------------------------------------------------------- | ------------------------------------------------------------ | ---------------------------------------------------------------------- |
| 1. PŚJ | 24-25 listopada 2018 | Tomaszów Mazowiecki | 1000 m (24.11)           | Koki Kubo                                                      | Taiyo Nonomura                                               | Siergiej Łoginow                                                       |
| 1. PŚJ | 24-25 listopada 2018 | Tomaszów Mazowiecki | 3000 m (24.11)           | Hallgeir Engebråten                                            | Motonaga Arito                                               | Francesco Betti                                                        |
| 1. PŚJ | 24-25 listopada 2018 | Tomaszów Mazowiecki | Sprint drużynowy (24.11) | Rosja Artiom Ariefjew · Siergiej Łoginow · Nikołaj Trusow      | Niemcy Moritz Klein · Lukas Mann · Max Reder                 | Japonia Koki Kubo · Katsuhiro Kuratsubo · Ryo Yamaguchi                |
| 1. PŚJ | 24-25 listopada 2018 | Tomaszów Mazowiecki | 500 m (25.11)            | Koki Kubo                                                      | Hou Kaibo                                                    | Wang Chen                                                              |
| 1. PŚJ | 24-25 listopada 2018 | Tomaszów Mazowiecki | 1500 m (25.11)           | Hallgeir Engebråten                                            | Taiyo Nonomura                                               | Siergiej Łoginow                                                       |
| 1. PŚJ | 24-25 listopada 2018 | Tomaszów Mazowiecki | Start masowy (25.11)     | Yves Cornelis Vergeer                                          | Lukas Mann                                                   | Tsubasa Horikawa                                                       |
| 2. PŚJ | 26-27 stycznia 2019  | Helsinki            | 1000 m (26.01)           | Siergiej Łoginow                                               | Nikołaj Trusow                                               | Daniił Ałdoszkin                                                       |
| 2. PŚJ | 26-27 stycznia 2019  | Helsinki            | 3000 m (26.01)           | Hallgeir Engebråten                                            | Daniił Ałdoszkin                                             | Stiepan Chistiakow                                                     |
| 2. PŚJ | 26-27 stycznia 2019  | Helsinki            | Sprint drużynowy (26.01) | Rosja Artiom Ariefjew · Siergiej Łoginow · Nikołaj Trusow      | Chiny Mao Tianze · Wang Chen · Yang Dongsheng                | Kazachstan Artur Galijew · Rusłan Kirbiatjew · Wiaczesław Zareckij     |
| 2. PŚJ | 26-27 stycznia 2019  | Helsinki            | 500 m (27.01)            | Artiom Ariefjew                                                | Wang Chen                                                    | Pawieł Kijaszko                                                        |
| 2. PŚJ | 26-27 stycznia 2019  | Helsinki            | 1500 m (27.01)           | Hallgeir Engebråten                                            | Gabriel Odor                                                 | Nikołaj Trusow                                                         |
| 2. PŚJ | 26-27 stycznia 2019  | Helsinki            | Start masowy (27.01)     | Gabriel Odor                                                   | Teun de Wit                                                  | Isak Høiby                                                             |
| 3. PŚJ | 9-10 lutego 2019     | Baselga di Piné     | 1000 m (09.02)           | Austin Kleba                                                   | Stiepan Chistiakow                                           | Katsuhiro Kuratsubo                                                    |
| 3. PŚJ | 9-10 lutego 2019     | Baselga di Piné     | 3000 m (09.02)           | Gabriel Odor                                                   | Francesco Betti                                              | Hallgeir Engebråten                                                    |
| 3. PŚJ | 9-10 lutego 2019     | Baselga di Piné     | Bieg drużynowy (09.02)   | Rosja Daniił Ałdoszkin · Stiepan Chistiakow · Siergiej Łoginow | Japonia Motonaga Arito · Tsubasa Horikawa · Kenichiro Tomizu | Holandia Yves Cornelis Vergeer · Jordy van Workum · Merijn Scheperkamp |
| 3. PŚJ | 9-10 lutego 2019     | Baselga di Piné     | 500 m (10.02)            | Artiom Ariefjew                                                | Koki Kubo                                                    | Cho Sang-hyeok                                                         |
| 3. PŚJ | 9-10 lutego 2019     | Baselga di Piné     | 1500 m (10.02)           | Siergiej Łoginow                                               | Hallgeir Engebråten                                          | Gabriel Odor                                                           |
| 3. PŚJ | 9-10 lutego 2019     | Baselga di Piné     | Start masowy (10.02)     | Yves Cornelis Vergeer                                          | Park Jun-hyeong                                              | Tsubasa Horikawa                                                       |

#### Klasyfikacje
| Lp. | Zawodnik            | Punkty |
| --- | ------------------- | ------ |
| 1.  | Artiom Ariefjew     | 300    |
| 2.  | Koki Kubo           | 220    |
| 3.  | Wang Chen           | 217    |
| 4.  | Mika van Essen      | 174    |
| 5.  | Damian Żurek        | 108    |
| 6.  | Cho Sang-hyeok      | 105    |
| 7.  | Janno Botman        | 104    |
| 8.  | Pawieł Kijaszko     | 97     |
| 9.  | Nikołaj Trusow      | 91     |
| 10. | Katsuhiro Kuratsubo | 86     |

| Lp. | Zawodnik            | Punkty |
| --- | ------------------- | ------ |
| 1.  | Siergiej Łoginow    | 237    |
| 2.  | Mika van Essen      | 176    |
| 3.  | Stiepan Chistiakow  | 174    |
| 4.  | Nikołaj Trusow      | 166    |
| 5.  | Francesco Betti     | 158    |
| 6.  | Koki Kubo           | 154    |
| 7.  | Austin Kleba        | 150    |
| 8.  | Katsuhiro Kuratsubo | 129    |
| 9.  | Park Seong-hyeon    | 96     |
| 10. | Taiyo Nonomura      | 80     |

| Lp. | Zawodnik            | Punkty |
| --- | ------------------- | ------ |
| 1.  | Hallgeir Engebråten | 320    |
| 2.  | Siergiej Łoginow    | 280    |
| 3.  | Gabriel Odor        | 225    |
| 4.  | Francesco Betti     | 200    |
| 5.  | Motonaga Arito      | 103    |
| 6.  | Nikołaj Trusow      | 82     |
| 7.  | Taiyo Nonomura      | 80     |
| 8.  | Park Jun-hyeong     | 72     |
| 9.  | Kenichiro Tomizu    | 67     |
| 10. | Piotr Nałęcki       | 63     |

| Lp. | Zawodnik              | Punkty |
| --- | --------------------- | ------ |
| 1.  | Hallgeir Engebråten   | 305    |
| 2.  | Gabriel Odor          | 220    |
| 3.  | Daniił Ałdoszkin      | 214    |
| 4.  | Francesco Betti       | 190    |
| 5.  | Yves Cornelis Vergeer | 130    |
| 6.  | Motonaga Arito        | 128    |
| 7.  | Lukas Mann            | 125    |
| 8.  | Anton Wodiczenkow     | 100    |
| 9.  | Stiepan Chistiakow    | 98     |
| 10. | Tsubasa Horikawa      | 74     |

| Lp. | Państwo          | Punkty |
| --- | ---------------- | ------ |
| 1.  | Rosja            | 350    |
| 2.  | Norwegia         | 194    |
| 3.  | Japonia          | 190    |
| 4.  | Chiny            | 140    |
| 5.  | Korea Południowa | 127    |
| 6.  | Kazachstan       | 124    |
| 7.  | Holandia         | 105    |
| 8.  | Polska           | 98     |
| 9.  | Niemcy           | 80     |
| 10. | Kanada           | 75     |

| Lp. | Zawodnik              | Punkty |
| --- | --------------------- | ------ |
| 1.  | Yves Cornelis Vergeer | 310    |
| 2.  | Gabriel Odor          | 214    |
| 3.  | Tsubasa Horikawa      | 175    |
| 4.  | Park Jun-hyeong       | 156    |
| 5.  | Botond Bejczi         | 108    |
| 6.  | Teun de Wit           | 80     |
| 7.  | Lukas Mann            | 80     |
| 8.  | Flavio Gross          | 79     |
| 9.  | Nil Llop              | 75     |
| 10. | Isak Høiby            | 70     |